# Inva Mula
Inva Mula (Tirana, 27 de junho de 1963) é uma soprano lírica albanesa. Mais conhecida pela voz da personagem Diva Plavalaguna, no filme O Quinto Elemento, onde canta ária "Oh, giusto cielo!...Il dolce suono" de Gaetano Donizetti, na ópera Lucia di Lammermoor. 

## Vida pessoal e carreira
Inva nasceu na capital da Albânia. Começou sua carreira de soprano ainda muito jovem. Seu pai, Avni Mula, nascido em Gjakove e sua mãe, Nina Mula, russa, também são cantores de ópera. Em 1987, ela ganhou uma competição em Tirana, chamada Cantante d'Albania e no ano seguinte ganhou a competição George Enescu, em Bucareste. Em 1992, ganhou a Butterfly, em Barcelona. Das mãos de Plácido Domingo, recebeu o prêmio da Operalia International Opera Competition, ocorrida em Paris, em 1993. 
Inva performou em vários concertos na Ópera da Bastilha, em Paris e em Bruxelas, Oslo e Munique. Já cantou Lucia di Lammermoor, La bohème e Manon, entre várias outras óperas famosas, estando hoje entre o top 10 de sopranos e cantores líricos do mundo. 
Seu ex-marido, Pirro Çako, é um conhecido cantor e compositor da Albânia. Hoje ela é casada com Hetem Ramadani, de Kosovo.

## O Quinto Elemento

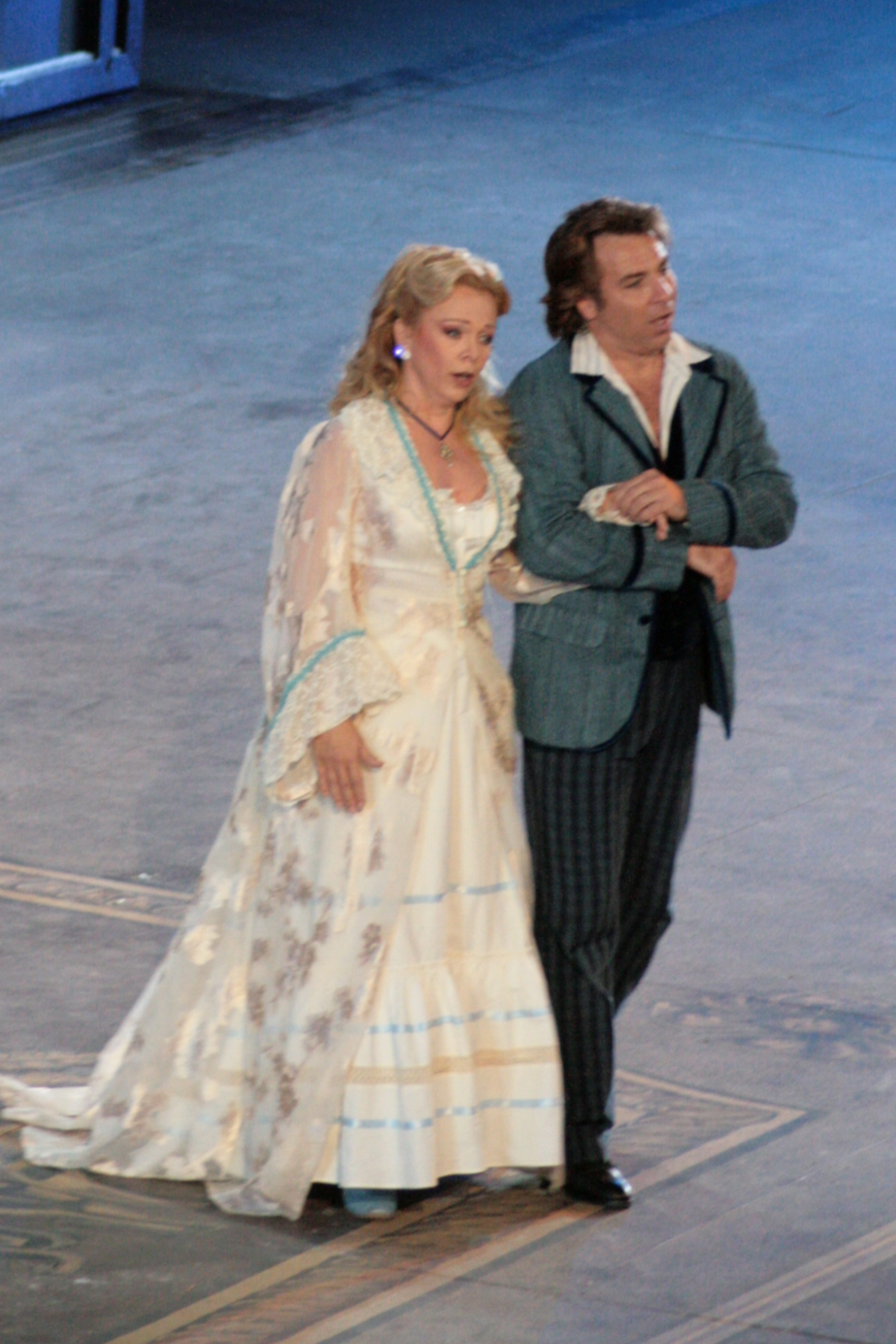
Inva Mula, em 2008, no papel de Marguerite junto de Roberto Alagna

Inva Mula emprestou sua voz para dublar a atriz Maïwenn Le Besco na cena da ópera da personagem Diva Plavalaguna no filme de 1997, do diretor Luc Besson, O Quinto Elemento. Apesar de ser um grande fã de Maria Callas, a qualidade do áudio da ária cantada no longa não era muito boa. Assim, o agente de Callas, Michel Glotz, o apresentou à Inva, que gravou a canção. Como Diva Plavalaguna é uma alienígena, parte do final da ária foi editada e replicada com sintetizadores para parecer uma voz "impossível" para qualquer humano cantar. Recentemente, a cantora Jane Zhang conseguiu atingir todas as notas tidas como impossíveis da Diva.
Por conta de sua atuação em O Quinto Elemento, muitos jovens passaram a se interessar por ópera.